# Jean Magnan
Jean Magnan est un dramaturge français, né le 9 novembre 1939 à Alger et mort le 20 avril 1983 à Paris, assassiné dans son appartement.

## Biographie
Jean Magnan a vécu à Alger jusqu'à ses vingt ans. En 1959, il s'inscrit à Paris à l'Institut d'études politiques de Paris, Sciences-Po, et suit parallèlement les cours d'art dramatique au Cours Simon puis au Conservatoire. Reçu en 1962, il en sort en 1965. Il travaille alors au Théâtre de l'Est parisien, TEP, puis avec Robert Gironès à Lyon, au Théâtre du VIIIe, où ce dernier succède à Marcel Maréchal.
Jean Magnan commence à écrire une trilogie sur la guerre d'Algérie. Il n'aura pas eu le temps d'aller plus loin que la première partie Algérie 54-62 : le 23 avril 1983, il est trouvé dans son appartement, assassiné et bâillonné.

## Théâtre
- Et pourtant ce silence ne pouvait être vide, éditions La Digitale, Quimperlé, 1979. Rééd. aux Éditions théâtrales, 2003. Pièce inspirée, comme Les Bonnes de Jean Genet (1947) et Les Abysses de Jean Vauthier (1963), de l'histoire des sœurs Papin. Jouée au Festival d'Avignon en 1978, puis à Lyon, au Théâtre de la Reprise, en 1979, et en 2008 au Théâtre national de Strasbourg dans une mise en scène de Michel Cerda.
- Algérie 54-62, Éditions théâtrales, 2003.
- Entendu des soupirs, éditions Jean-Claude Lattès, Paris, 1981.
- La Vie et la Mort de Christopher Marlowe, dramaturge élisabéthain, qui sera intitulé :  L’Homme défait (1980-1983), inédit.
- Nobody is perfect (1981), inédit.
- Un peu de temps à l’état pur, Philippe Macasdar éditeur, Genève, 1987.

## Télévision
- * 1965 : Thierry la Fronde épisode 36 : le poète Geoffroy Chaussard

## Acteur
- 1964 : Sainte Jeanne de George Bernard Shaw, mise en scène Pierre Franck, Théâtre Montparnasse
- 1965 : Ce soir on improvise de Luigi Pirandello, mise en scène André Barsacq, Théâtre de l'Atelier
- 1968 : L'étoile devient rouge de Sean O'Casey, mise en scène Pierre Valde, Théâtre de Colombes
- 1969 : Le Bourgeois gentilhomme de Molière, mise en scène Jean Le Poulain, Festival d'Arles
- 1970 : Au théâtre ce soir : Le Bourgeois gentilhomme de Molière, mise en scène Jean Le Poulain, réalisation Pierre Sabbagh, Théâtre Marigny
- 1970 : Major Barbara d'après George Bernard Shaw, mise en scène Guy Rétoré, Théâtre de l'Est parisien
- 1970 : Marie Tudor de Victor Hugo, mise en scène Georges Werler, Théâtre de l'Est parisien

## Sources
- Anthologie des auteurs dramatiques de langue française 1950-2000, Éditions théâtrales.
- Brigitte Salino, « Jean Magnan, l'oublié du théâtre » in Le Monde, 16 octobre 2008.
- Marie-Pia Bureau sur Colline.fr
- Entretien avec Jean Magnan